# Aizoon burchellii
Aizoon burchellii är en isörtsväxtart som beskrevs av Nicholas Edward Brown. Aizoon burchellii ingår i släktet Aizoon och familjen isörtsväxter. Inga underarter finns listade i Catalogue of Life.